# Dominik Potocki
Dominik Potocki (c. 1646 – 14 de dezembro de 1683) foi um nobre e político polaco-lituano da família Potocki, tesoureiro da Corte da Coroa. Era casado com Konstancją Truskolaską, filha de Mikołaj Truskolaski, camareiro de Halicz. Seu filho era Jakub Potocki.